# James Brudenell (5e comte de Cardigan)
James Brudenell (20 avril 1725 - 24 février 1811) est un courtisan et homme politique britannique qui siège à la Chambre des communes de 1754 à 1780 quand il est élevé à la pairie en tant que baron Brudenell .

## Biographie
Il est né à Londres, en Angleterre, le deuxième fils de George Brudenell (3e comte de Cardigan), de Lady Elizabeth Bruce, fille de Thomas Bruce (2e comte d'Ailesbury). Il est le frère de George Montagu (1er duc de Montagu), de l'honorable Robert Brudenell et de Thomas Brudenell-Bruce (1er comte d'Ailesbury). Il fait ses études au Winchester College, dans le Hampshire et est inscrit à l'Oriel College, à Oxford  où il obtient son baccalauréat ès arts en 1747 .

## Vie publique
Il est député de Shaftesbury de 1754 à 1761, de Hastings de 1761 à 1768, de Great Bedwyn de mars à novembre 1768 et de Marlborough de 1768 à 1780. Il sert de Cofferer of the Household de 1755 à 1760, de maître des robes du prince de Galles de 1758 à 1760, qui devient George III et de gardien de la bourse privée de 1760 à 1811 . En 1780, il est élevé à la pairie sous le nom de baron Brudenell, de Deene, dans le comté de Northampton. Dix ans plus tard, il hérite du comté de Cardigan de son frère, George Montagu (1er duc de Montagu) et quatrième comte de Cardigan. En 1791, il est nommé constable et gouverneur du château de Windsor (succédant à son frère le duc de Montagu), poste qu'il occupe jusqu'à sa mort .

## Vie privée
Lord Cardigan épouse Anne Legge, fille de George Legge, vicomte Lewisham, en 1760. Après sa mort en novembre 1786, il épouse en secondes noces, à l'âge de 76 ans, Lady Elizabeth Waldegrave, âgée de 32 ans, fille de John Waldegrave (3e comte Waldegrave), en 1791. Les deux mariages sont sans enfant. Il meurt à Grosvenor Square, Mayfair, Londres, en février 1811, à l'âge de 85 ans. La baronnie de Brudenell créée pour lui en 1780 s'éteint avec lui. Les titres restants sont passés à son neveu, Robert Brudenell (6e comte de Cardigan), fils de Robert Brudenell. La comtesse de Cardigan meurt à Seymour Place, Mayfair, Londres, en juin 1823, à l'âge de 65 ans .